# Cottun
Cottun ist eine französische Gemeinde mit 232 Einwohnern (Stand: 1. Januar 2022) im Département Calvados in der Region Normandie. Sie gehört zum Arrondissement Bayeux und zum Kanton Bayeux. Die Einwohner werden Cottunois genannt.

## Geografie
Cottun liegt etwa sieben Kilometer westlich vom Stadtzentrum von Bayeux. Umgeben wird Cottun von den Nachbargemeinden Tour-en-Bessin im Norden, Cussy im Nordosten, Barbeville im Osten, Ranchy im Südosten, Campigny im Süden sowie Crouay im Westen.

## Bevölkerungsentwicklung
| Jahr                             | 1962 | 1968 | 1975 | 1982 | 1990 | 1999 | 2006 | 2013 |
| Einwohner                        | 101  | 89   | 119  | 193  | 175  | 183  | 178  | 196  |
| Quelle: Cassini, EHESS und INSEE |      |      |      |      |      |      |      |      |

## Sehenswürdigkeiten
- Kirche Saint-André aus dem 12. Jahrhundert, Umbauten aus dem 14. Jahrhundert
- Schloss Le Bas aus dem 19. Jahrhundert

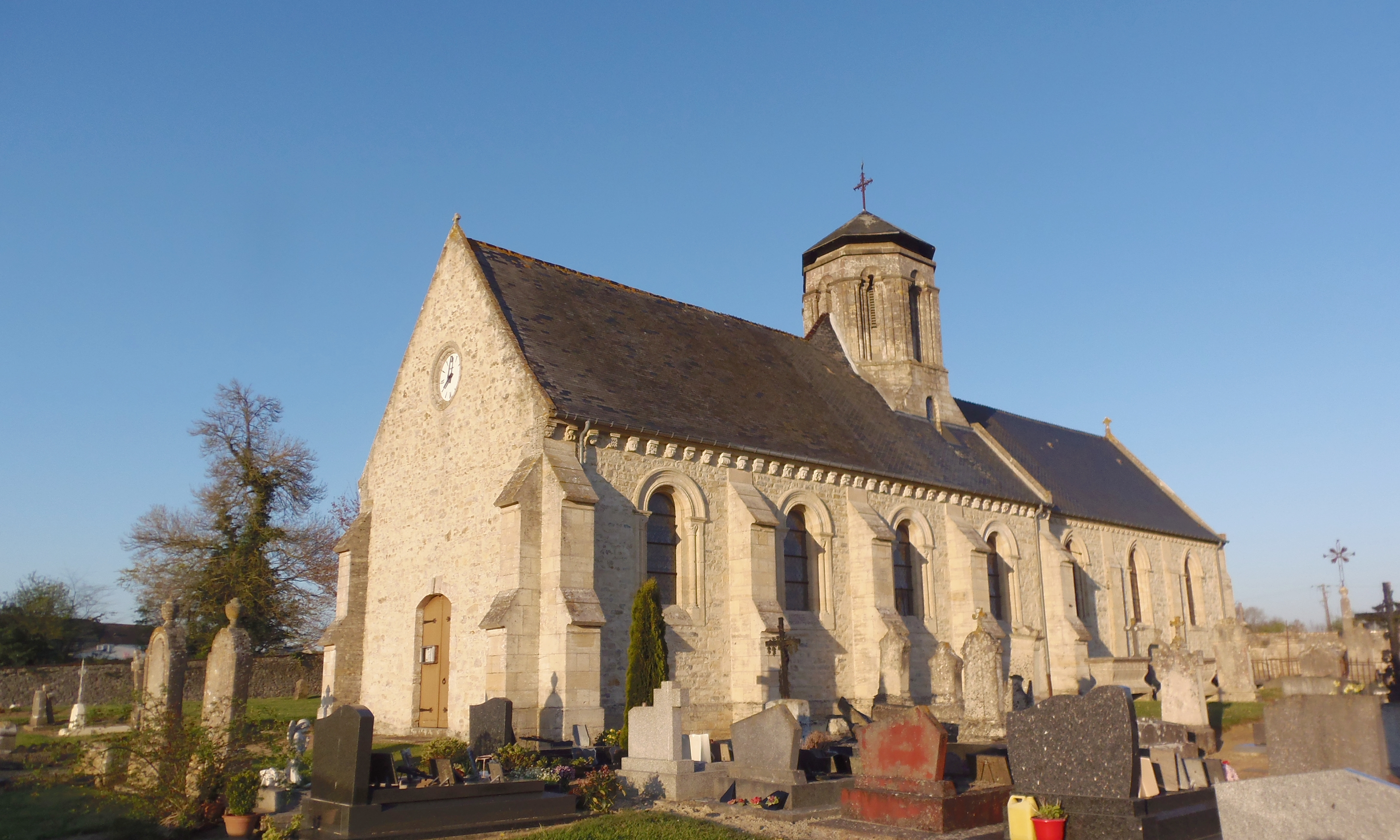
Kirche Saint-André